# 簡單啦（Z）
「簡單啦（Z）」（わっきゃない（Z））是日本的女子偶像組合℃-ute的第4张獨立製作单曲。2006年7月29日由zetima发售。

## 概要
- 「簡單啦（Z）」是℃-ute第4张獨立製作單曲，亦是成員村上愛的最後一張單曲。
- 此單曲未拍攝PV。
- 此單曲有1個版本「CD ONLY」。

## 收錄内容

### CD
1. 簡單啦（Z）
（作詞・作曲：淳君　編曲：高橋諭一）
2. 簡單啦（Z）(Instrumental)